# Talbrücke Maibach
Die Talbrücke Maibach ist eine 422,5 m lange Talbrücke der Bundesautobahn 71 in Bayern, die zwischen den Anschlussstellen Poppenhausen und dem Parkplatz Maibacher Höhe liegt. Das Bauwerk liegt zwischen den Ortschaften Poppenhausen und Maibach und überquert in einer maximalen Höhe von 35 m den Maibach, einen linken Zufluss der Wern.
Die Brücke wurde zwischen 2001 und 2003 für etwa 10 Millionen Euro errichtet. Die Stützweiten der neunfeldrigen, symmetrischen Brücke betragen 32,25 m bei dem Endfeld gefolgt von 39 m, 50 m und 55 m bei den Innenfeldern und 70 m bei dem mittleren Feld. Wie die meisten größeren Brücken der A 71 wurde auch die Maibachtalbrücke im Taktschiebeverfahren errichtet. Der Überbau besteht aus zwei nebeneinander liegenden Spannbeton-Hohlkästen, die in Längsrichtung den Durchlaufträger als Bauwerkssystem haben. In Querrichtung ist ein Hohlkastenquerschnitt vorhanden. Die Vorspannung besteht aus einer Mischbauweise mit internen und externen Spanngliedern. Der Vollquerschnitt der Pfeiler besteht aus einem Rechteck mit abgerundeten Stirnflächen. Zur Aufnahme der Lager weiten sich die Pfeilerköpfe oben auf.
Die Brückenfläche beträgt 12.041 m². 15200 m³ Beton, 1757 t Betonstahl und 410 t Spannstahl wurden verbaut.